# Xã Lincoln, Quận Ellsworth, Kansas
Xã Lincoln (tiếng Anh: Lincoln Township) là một xã thuộc quận Ellsworth, tiểu bang Kansas, Hoa Kỳ. Năm 2010, dân số của xã này là 44 người.